# Biserica de lemn din Beliș

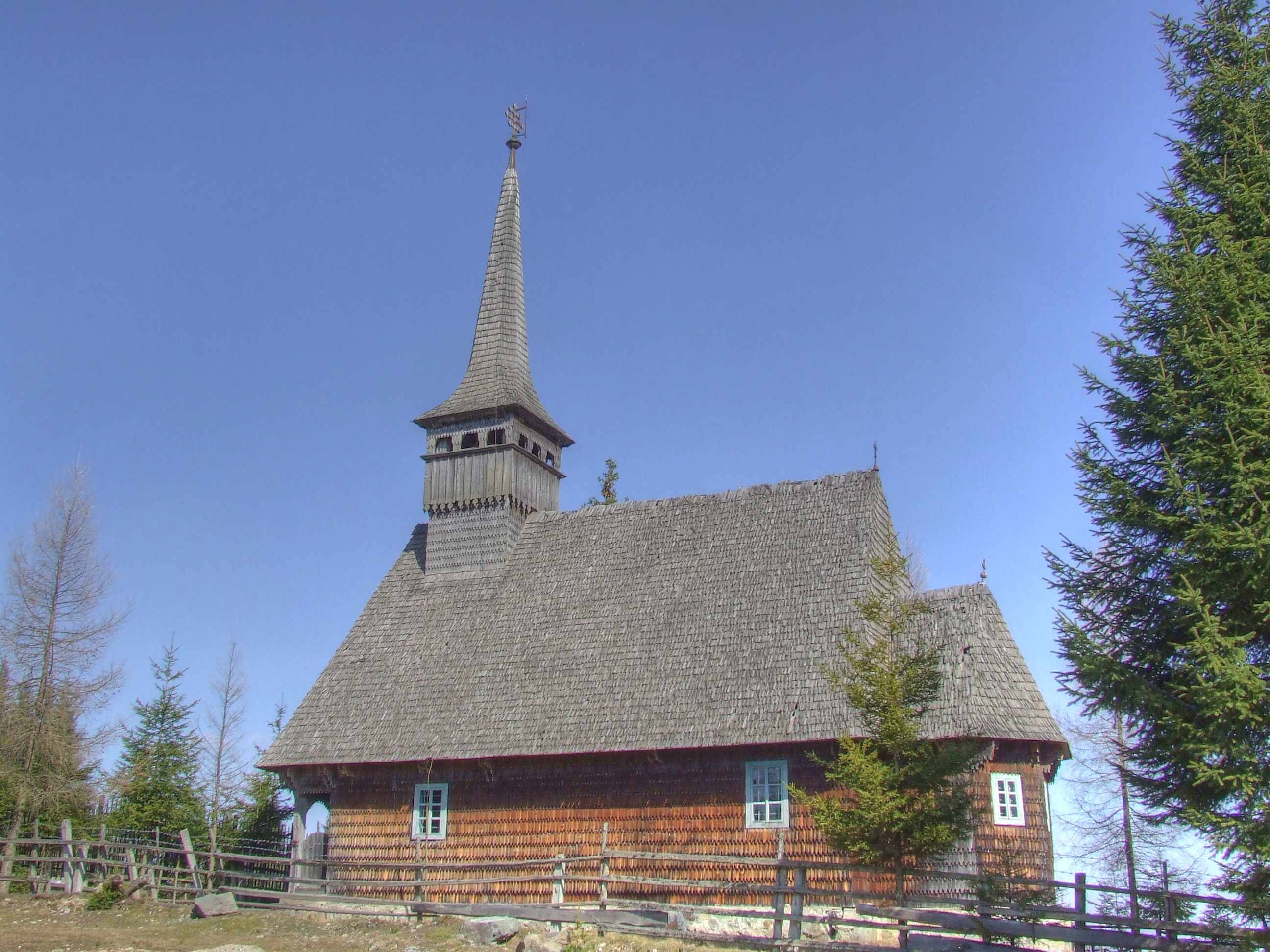
Biserica de lemn din Beliş

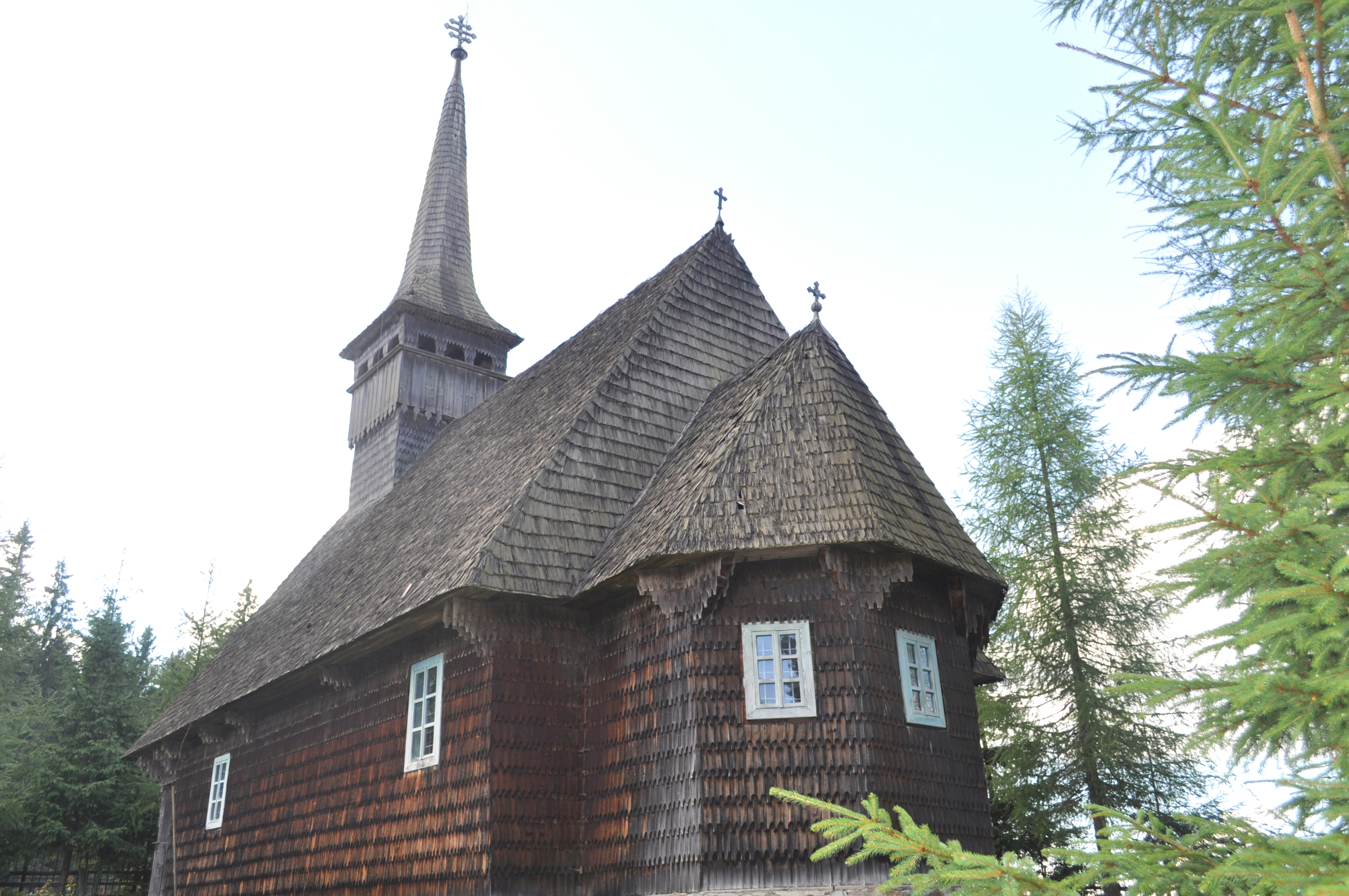
Biserica de lemn „Sfinții Arhangheli Mihail și Gavriil” din Beliș, foto: august 2011.

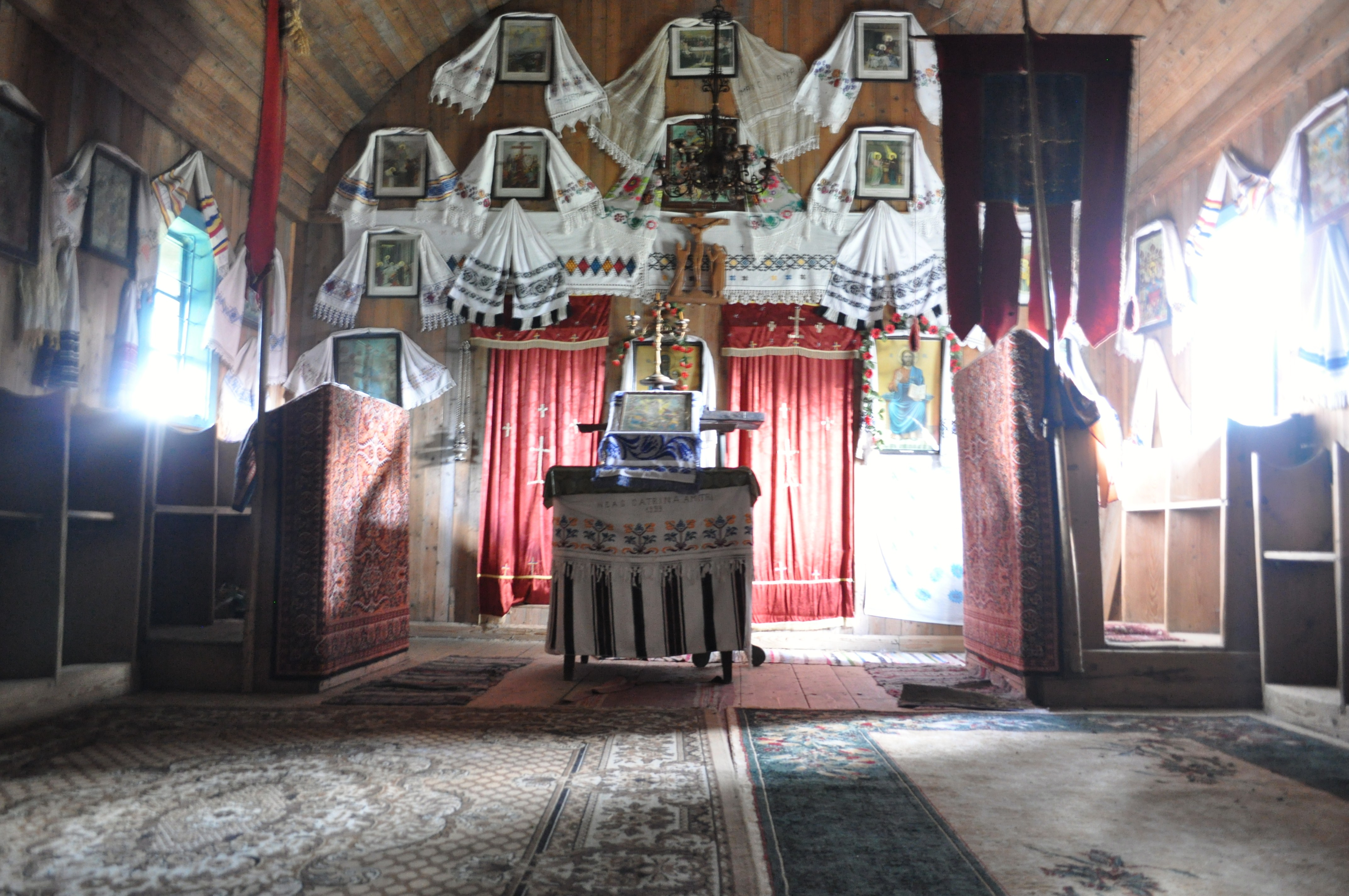
Interiorul navei

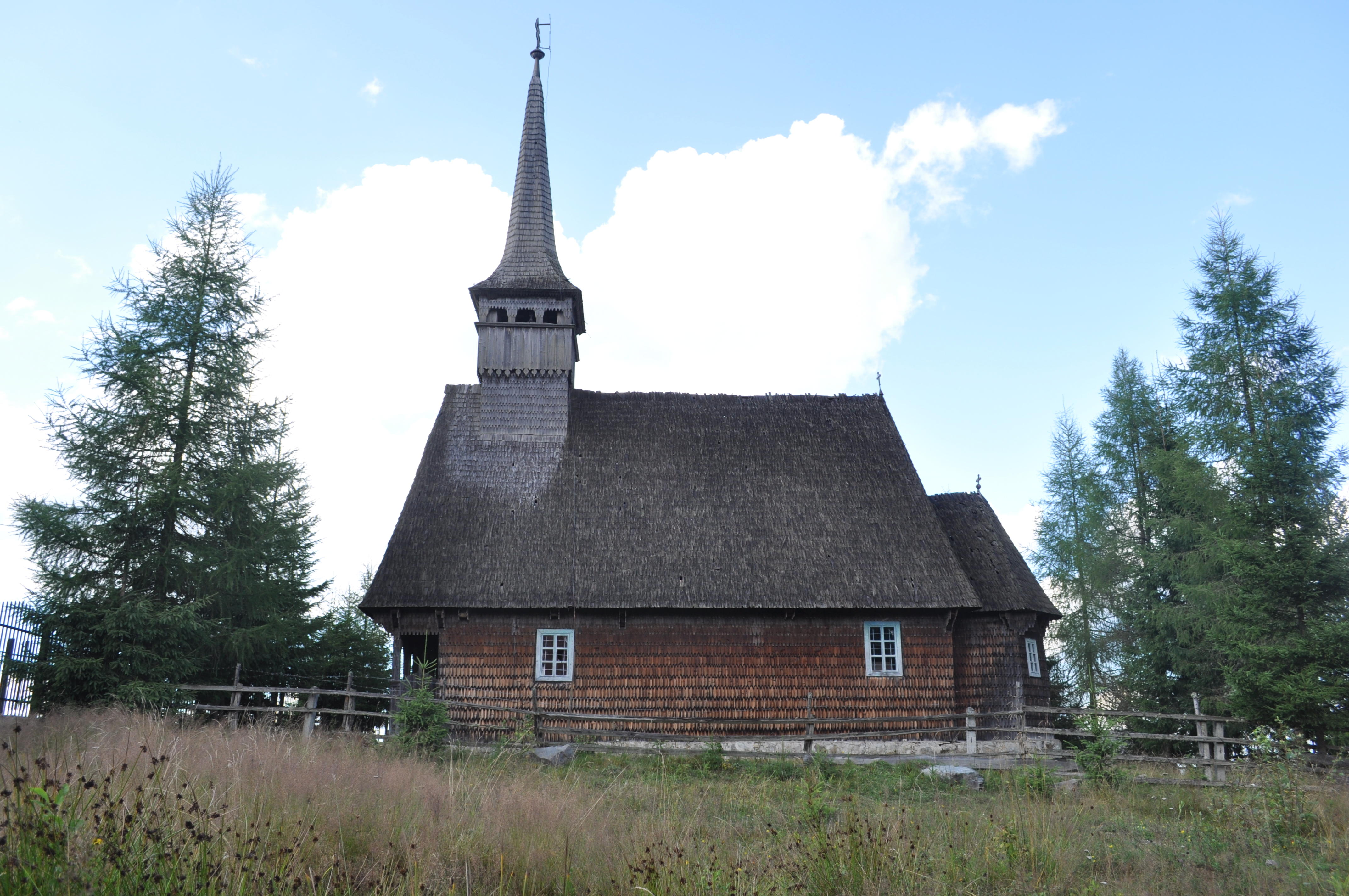
Biserica (sud)

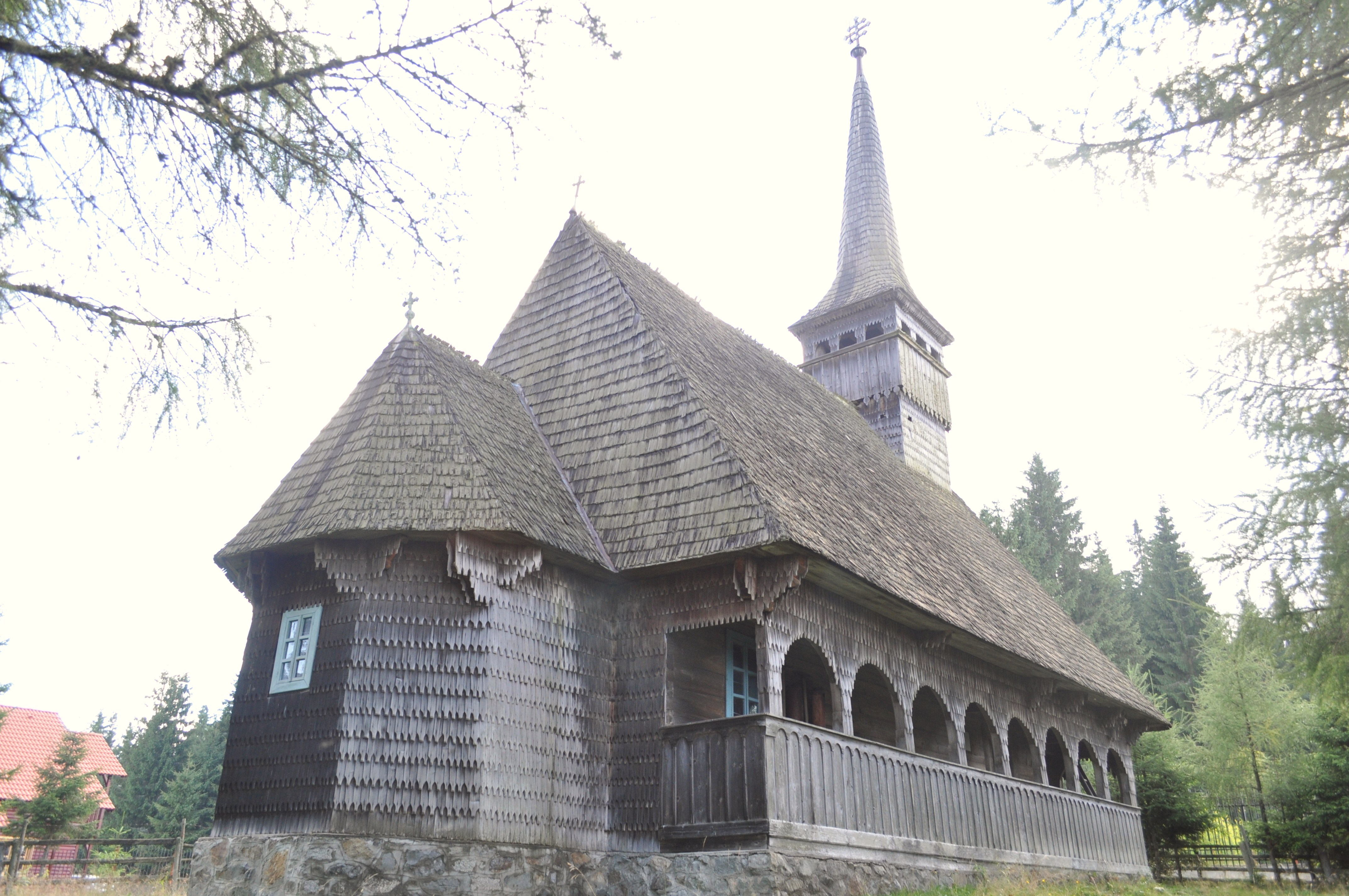
Biserica (nord-est)

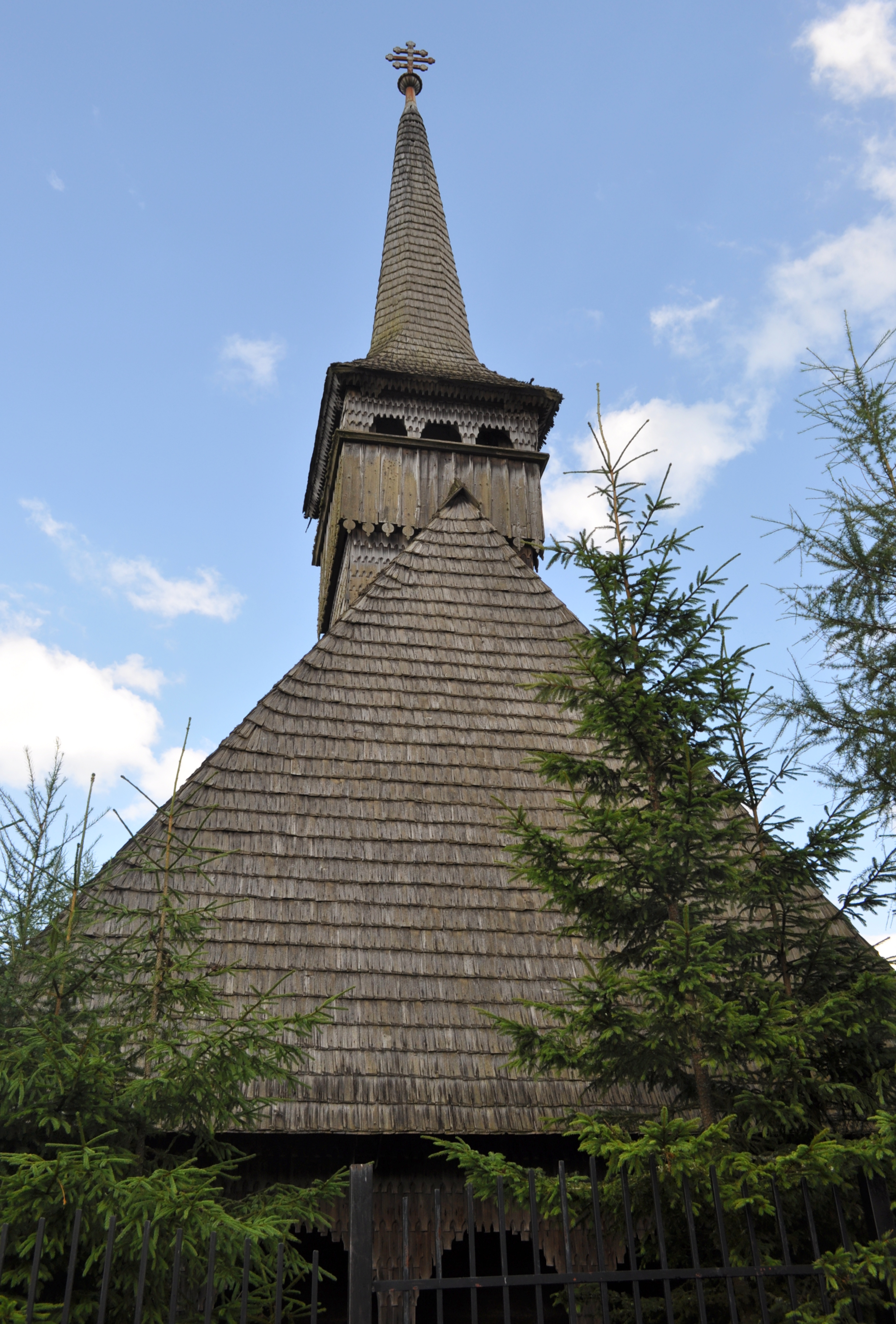
Turnul-clopotniță

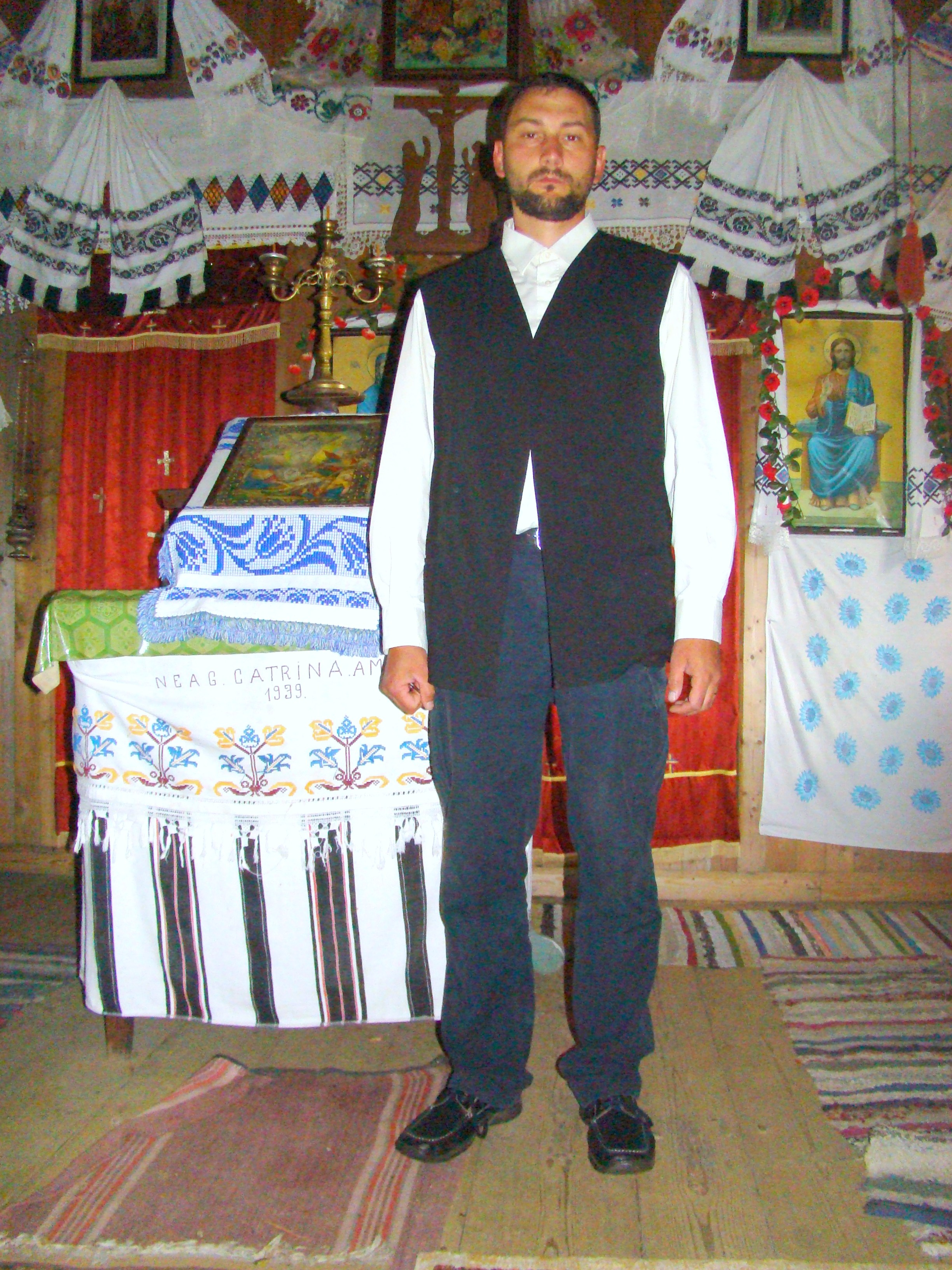
Preotul paroh Muntean Cristian Ilie

Biserica de lemn din Beliș, comuna Beliș, județul Cluj, a fost strămutată din Giurcuța de Jos, localitate acoperită parțial de apele barajului Fântânele-Beliș. 
Biserica are hramul „Sfinții Arhangheli Mihail și Gavriil” și nu figurează pe noua listă a monumentelor istorice.

## Istoric și trăsături
Parohia Ortodoxă Română Belișul Nou a fost înființată în anul 1973 odată cu construirea lacului de acumulare Fântânele, când populația din Belișul vechi și Giurcuța de Jos a fost strămutată pe dealurile de pe malul stâng al Someșului Cald în noul Beliș.
În fostul sat a existat încă înainte de 1820 o comunitate de credincioși ortodocși, cu preoți stabili și biserică pentru cult. În timpul revoluției de la 1848 biserica a fost incendiată, iar credincioșii din acest sat au reușit să-și ridice abia în 1862 un nou lăcaș de rugăciune. În urma construirii hidrocentralei de pe Someș în anul 1975 biserica a fost strămutată, pe cheltuiala statului, în Belișul nou.
Biserica a fost construită de meșteri lemnari de prin părțile Albacului ajutați de credincioși care au pus la dispoziție lemnul și șindrila necesară.
Biserica este construită din bârne de brad tăiate manual la joagăr. Are formă de corabie în stilul bisericilor transilvănene din Munții Apuseni. Are interiorul căptușit cu scânduri, iar exteriorul îmbrăcat cu șindrilă. Are două prispe: una în partea de nord, iar cealaltă pe latura de vest
O parte din obiectele de patrimoniu se află la Cluj, la muzeul Mitropoliei.

## Imagini din exterior

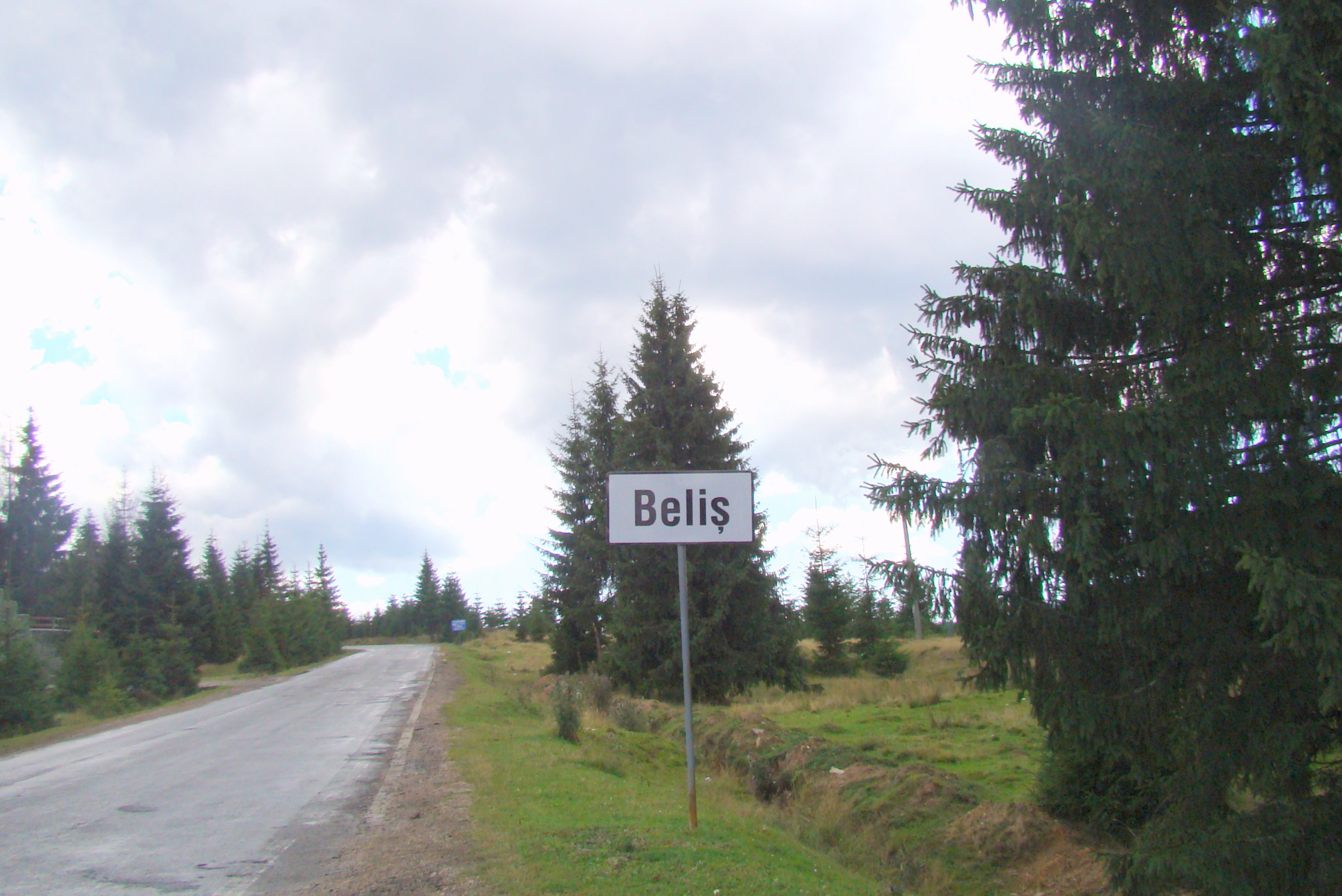
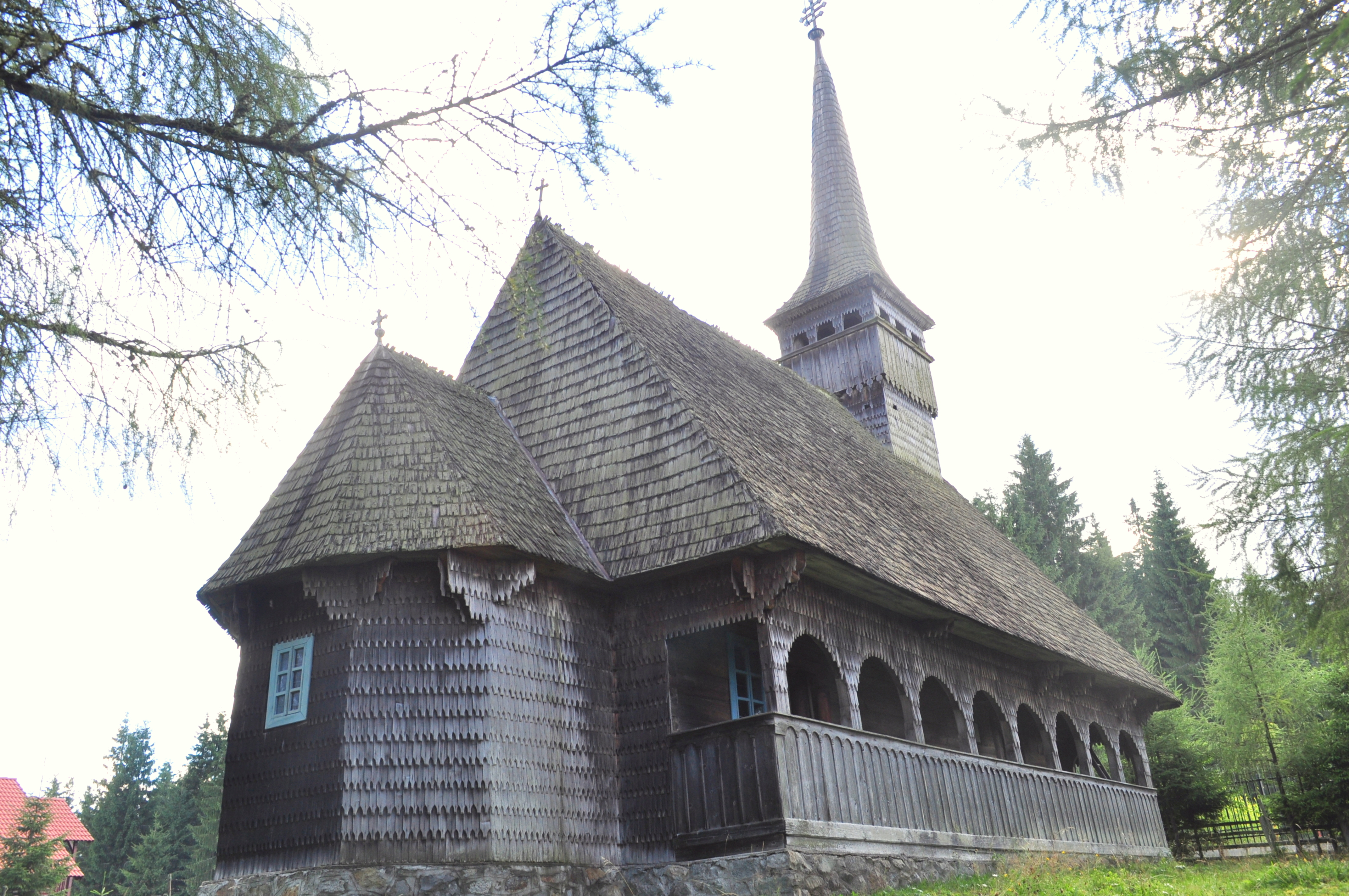
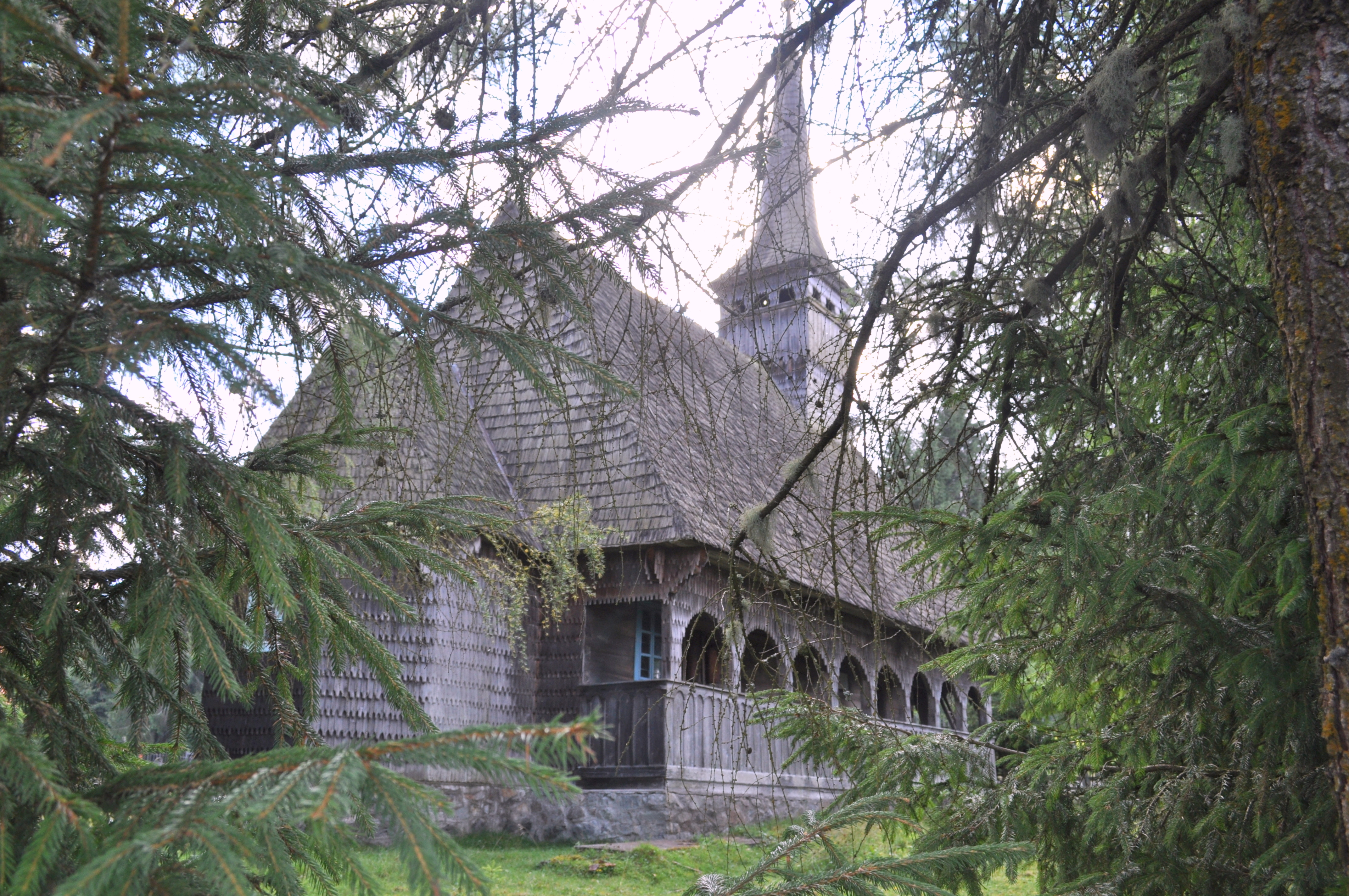
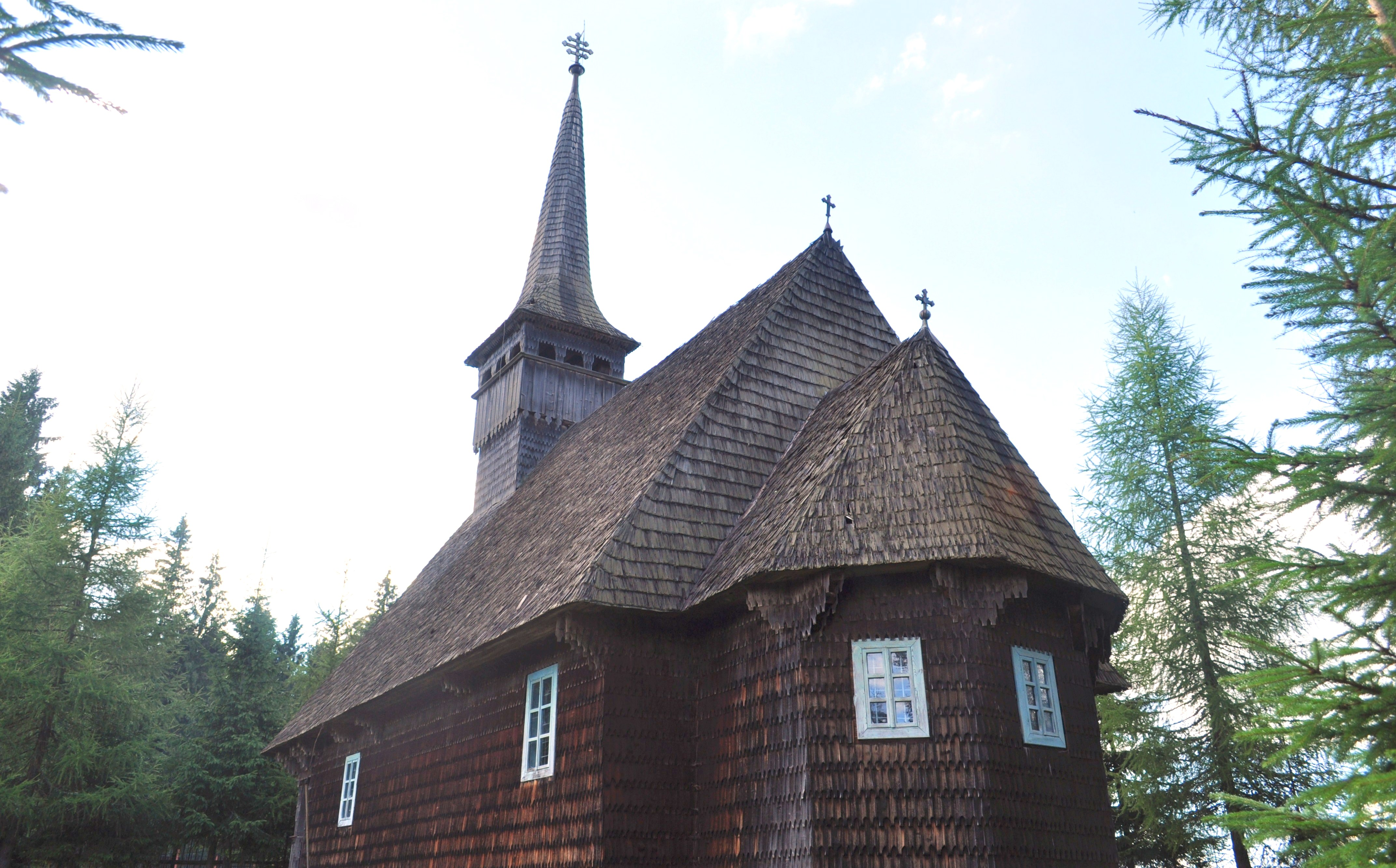
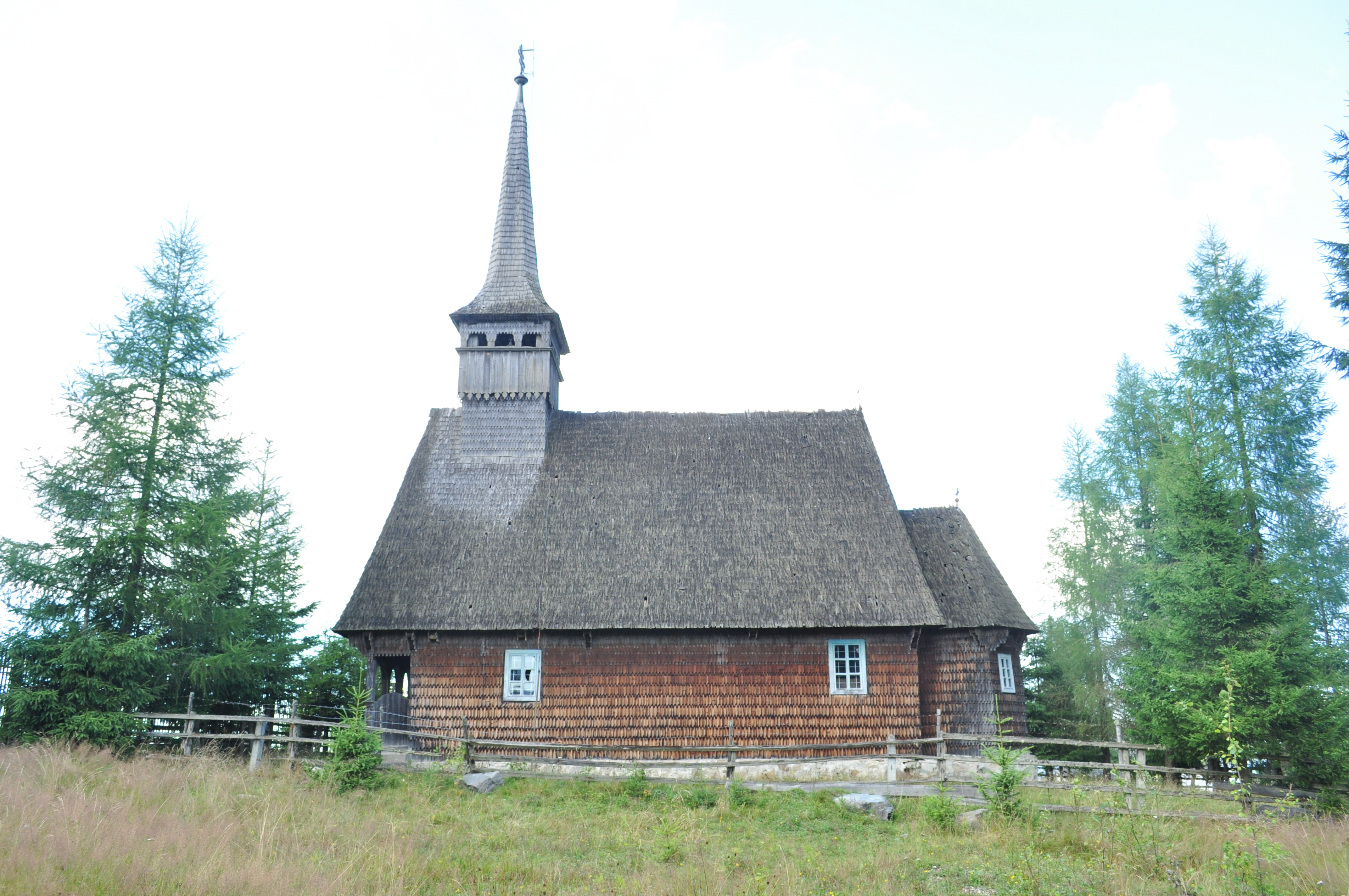
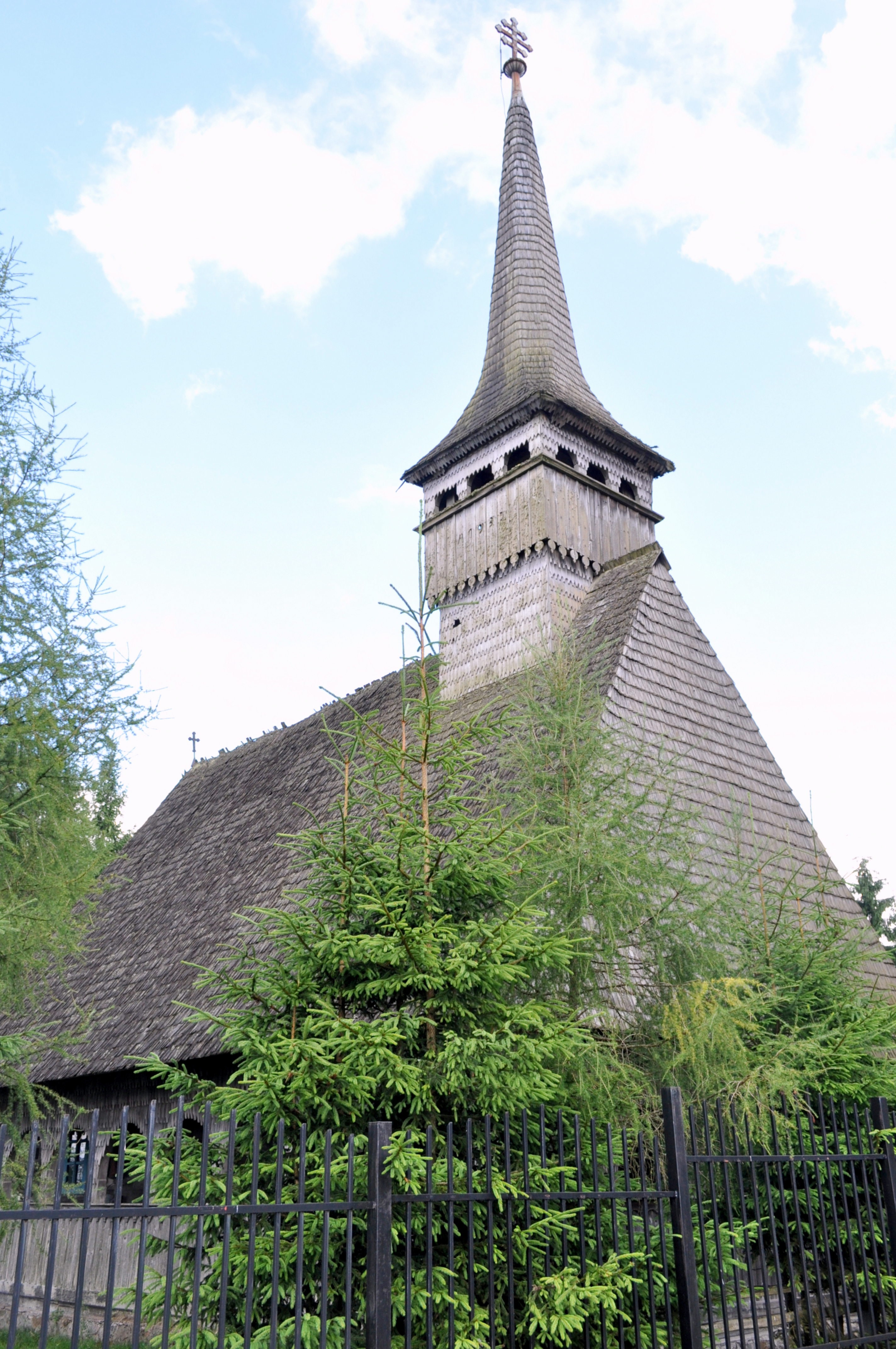
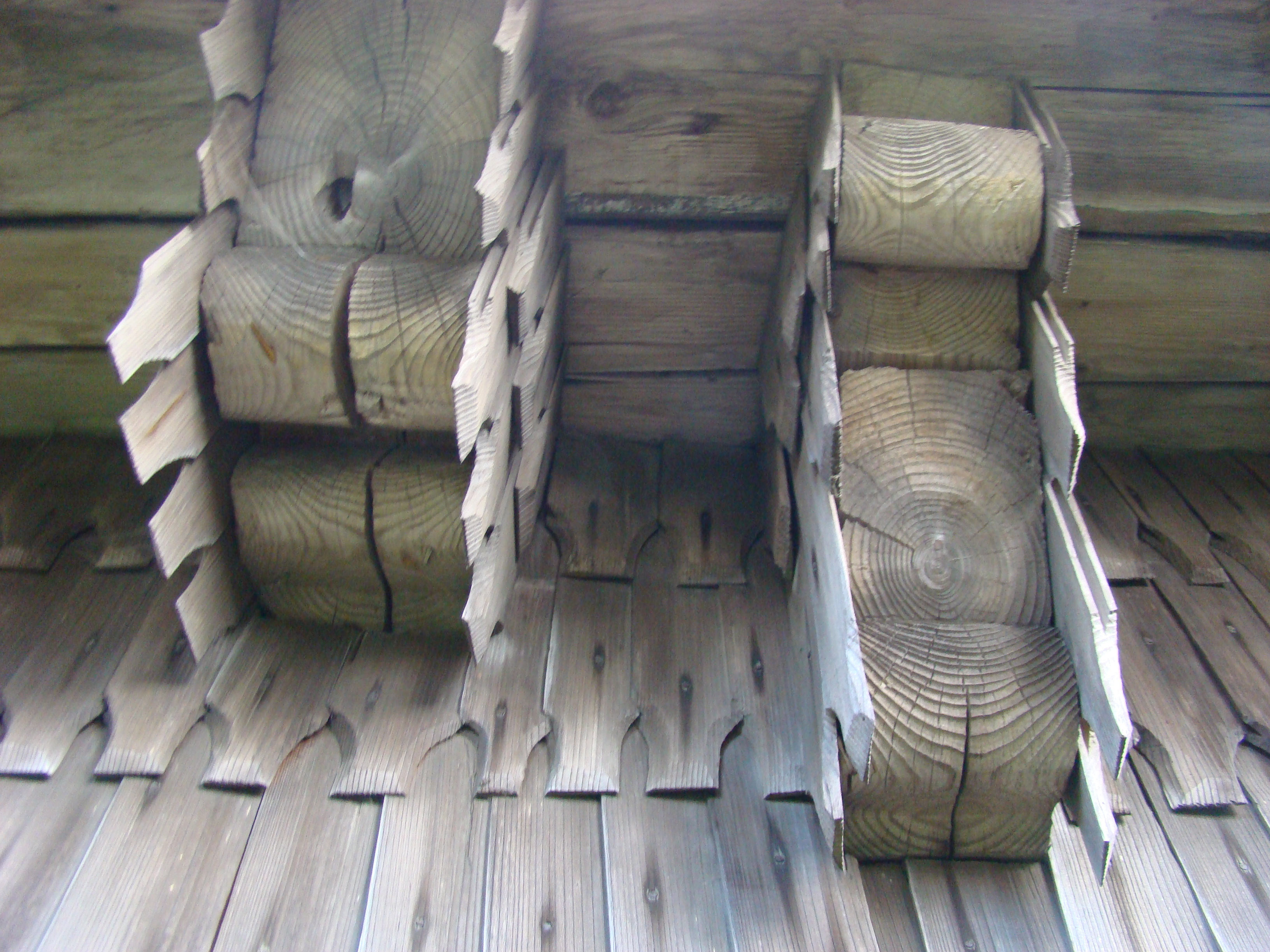
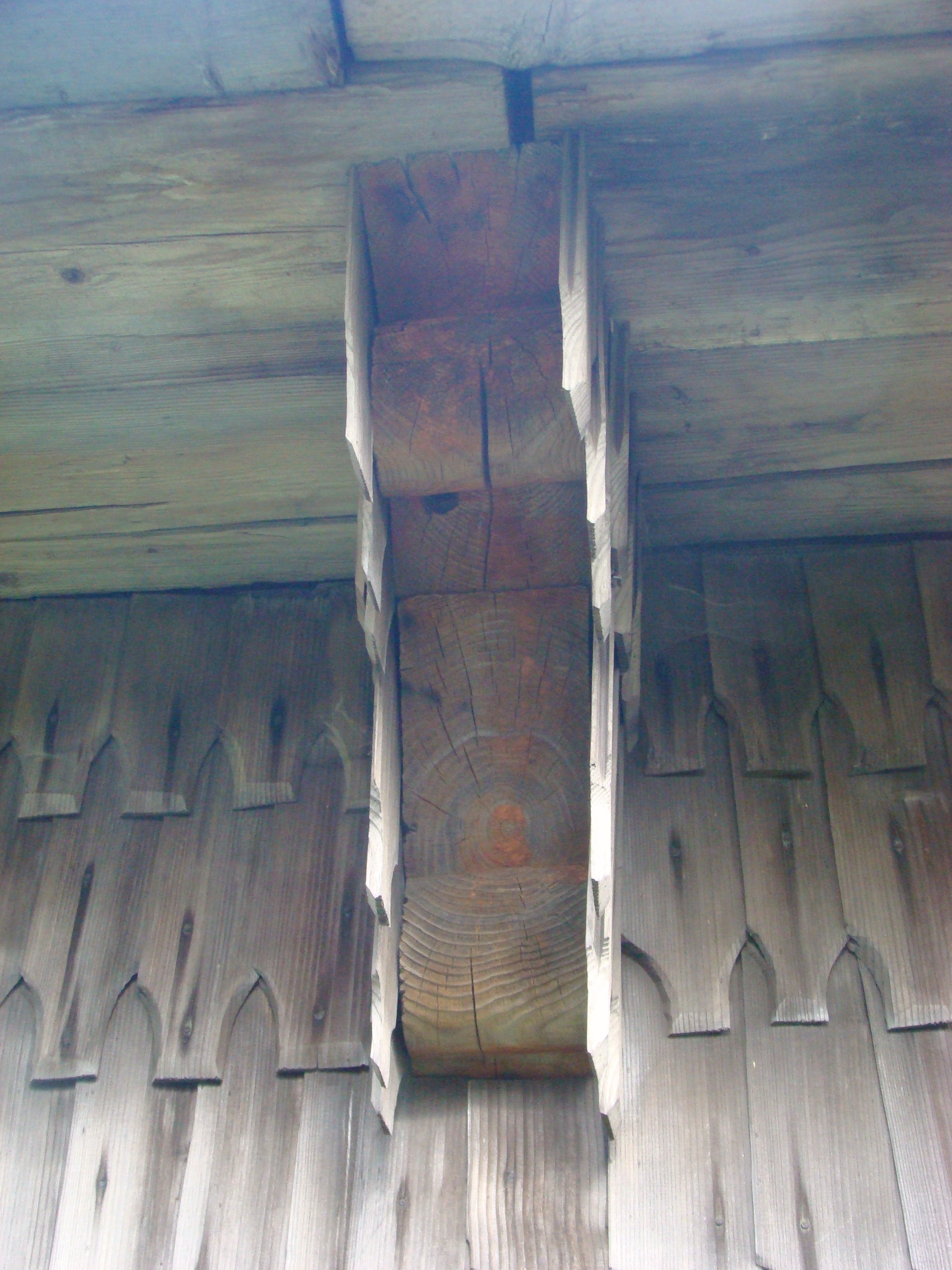
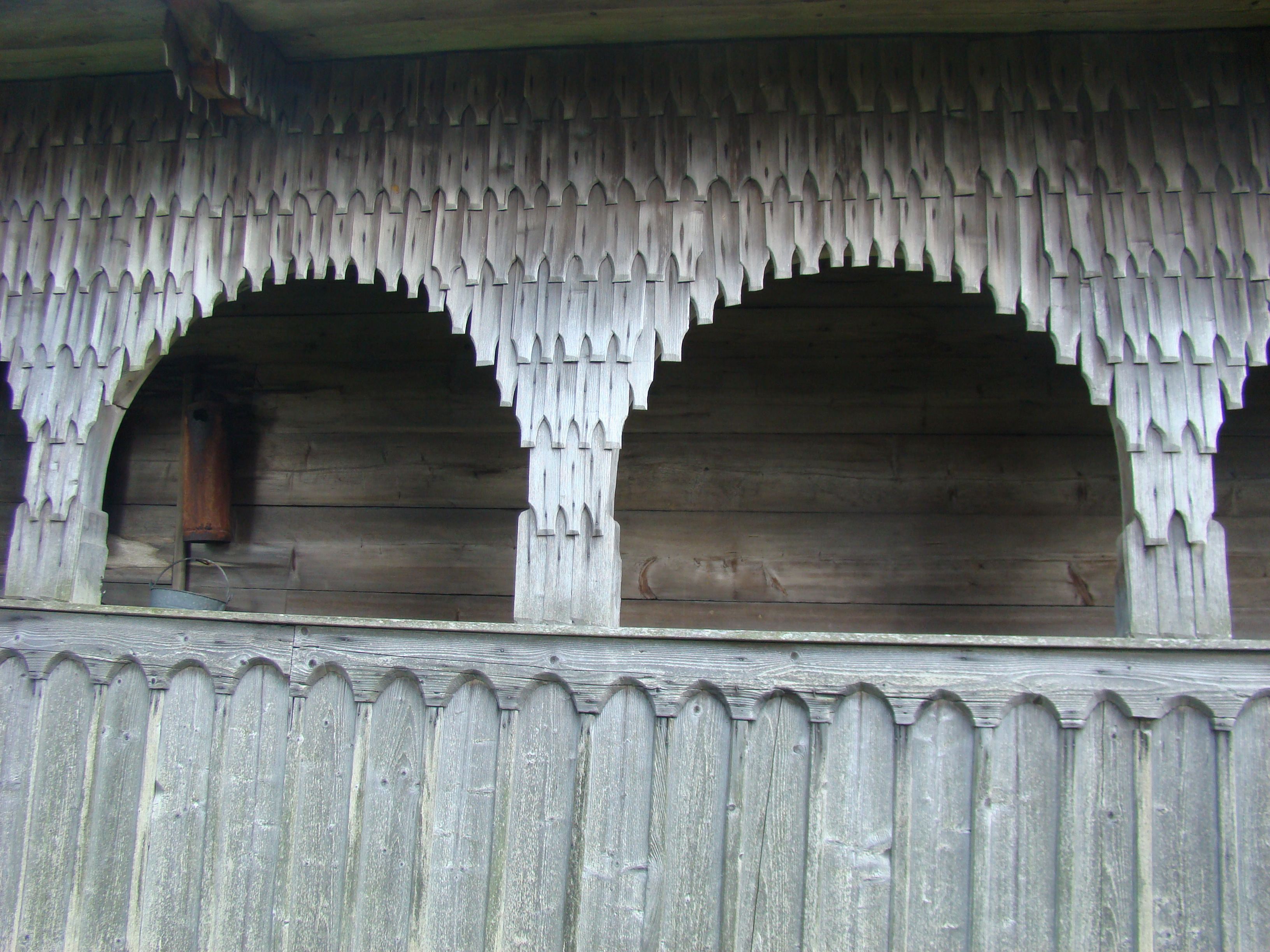
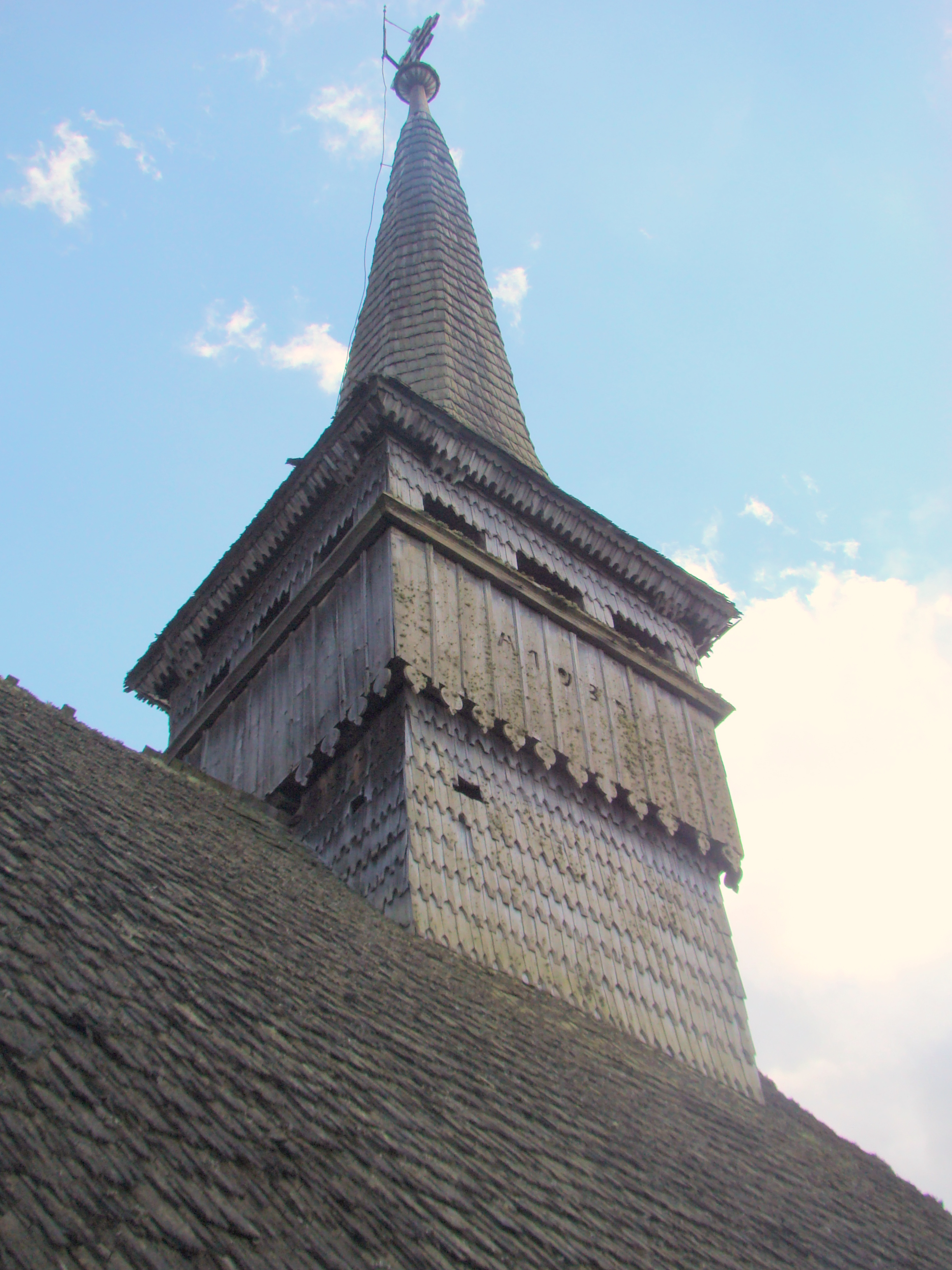
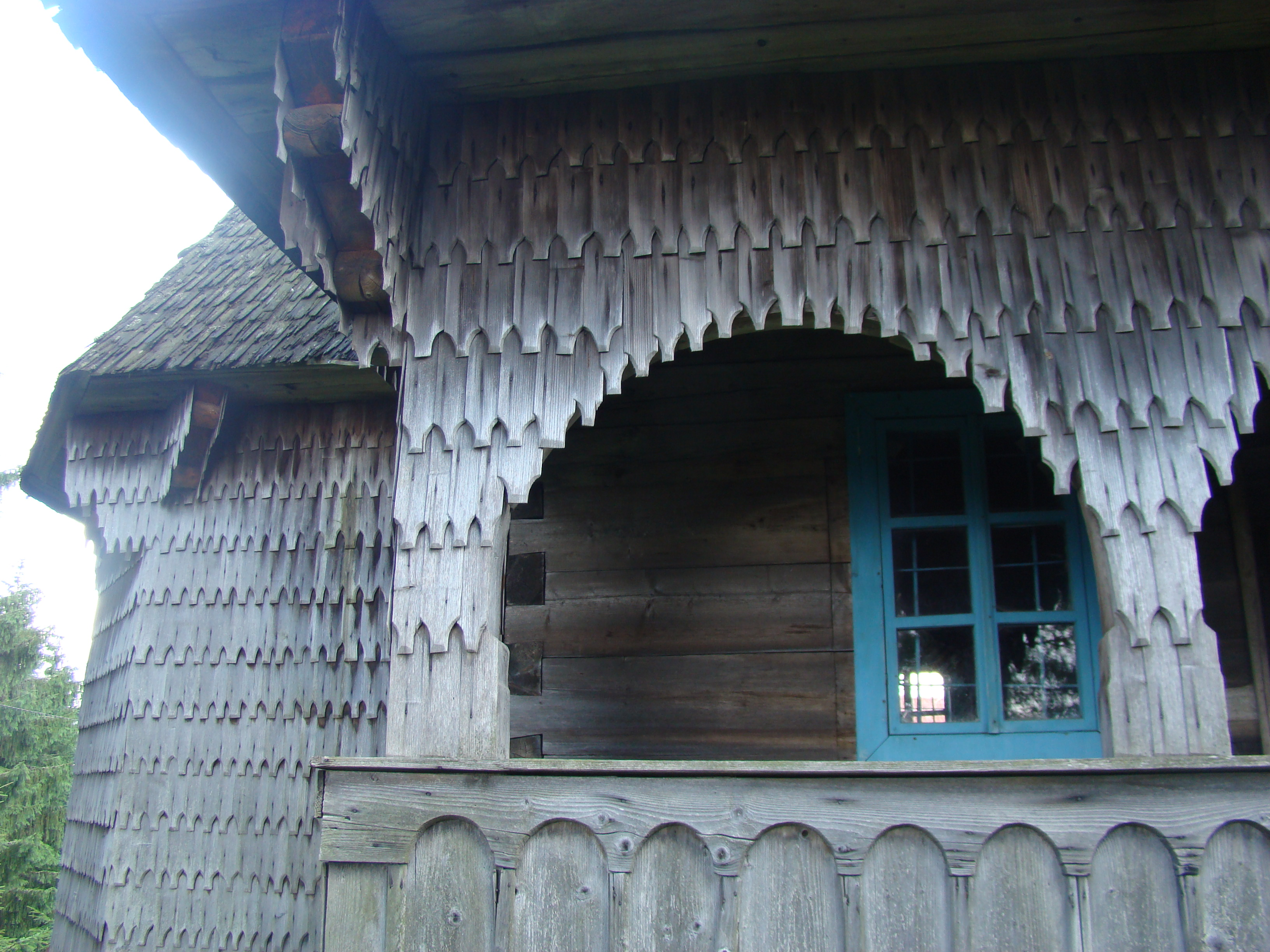
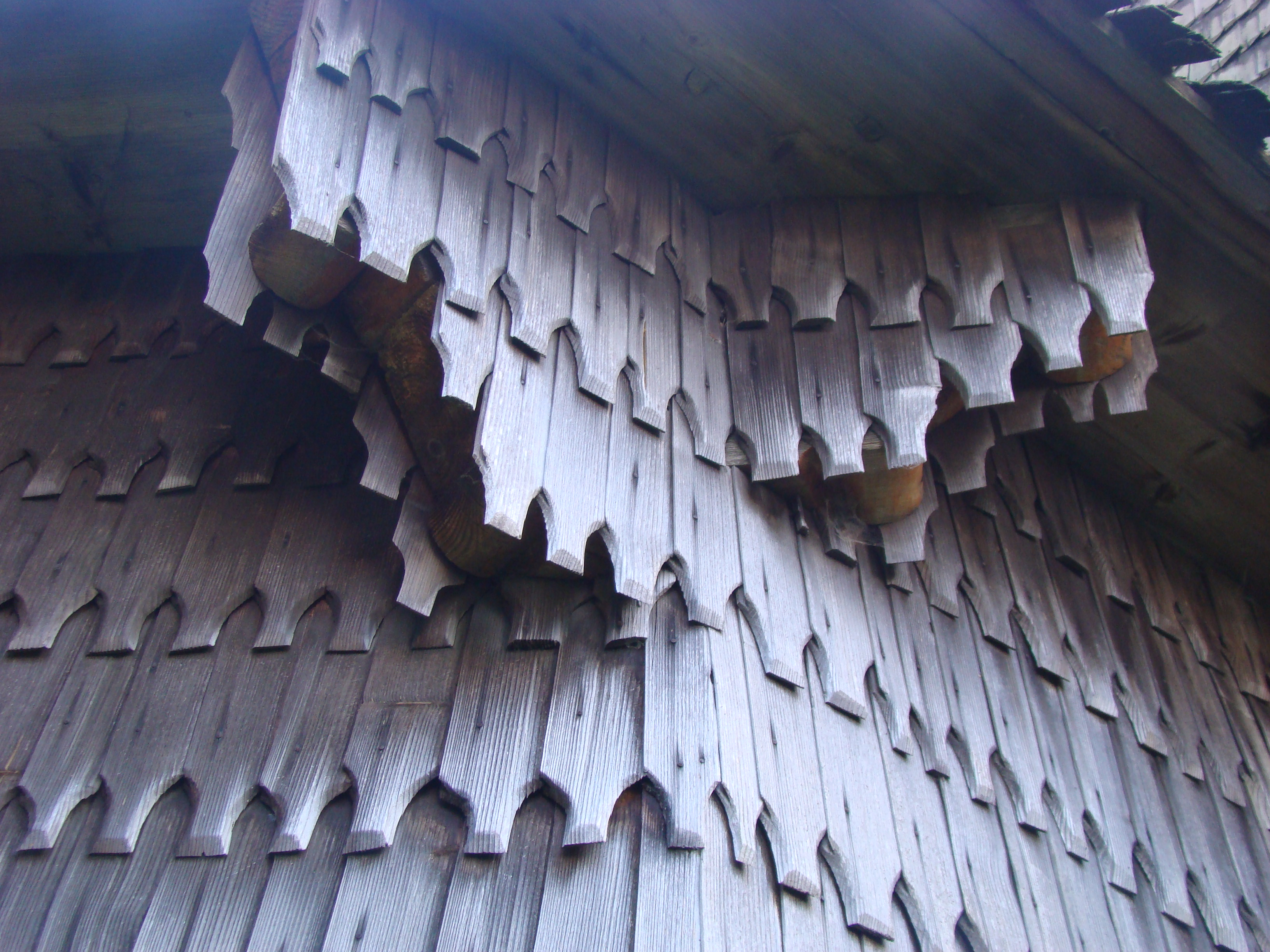
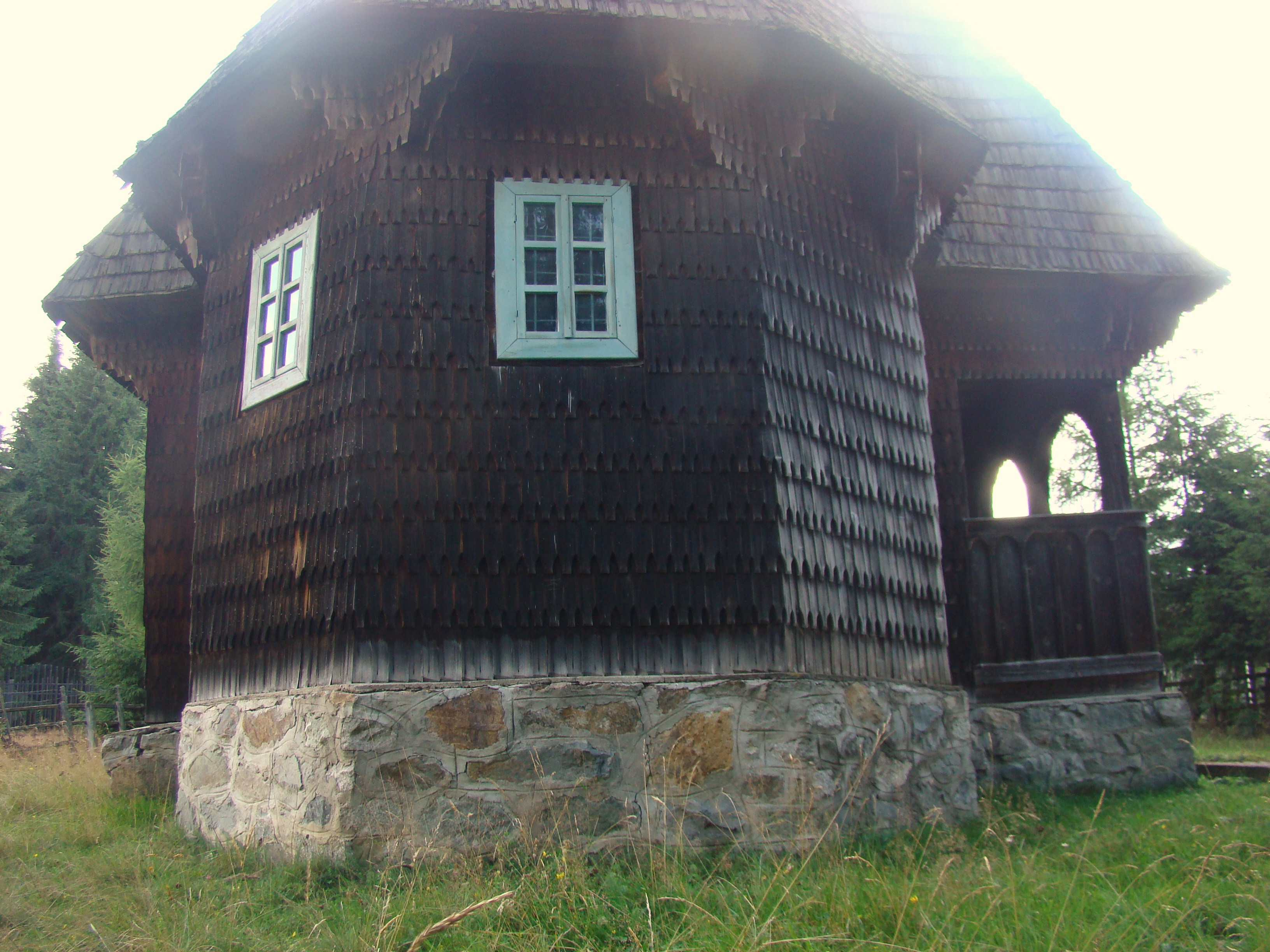

## Imagini din interior

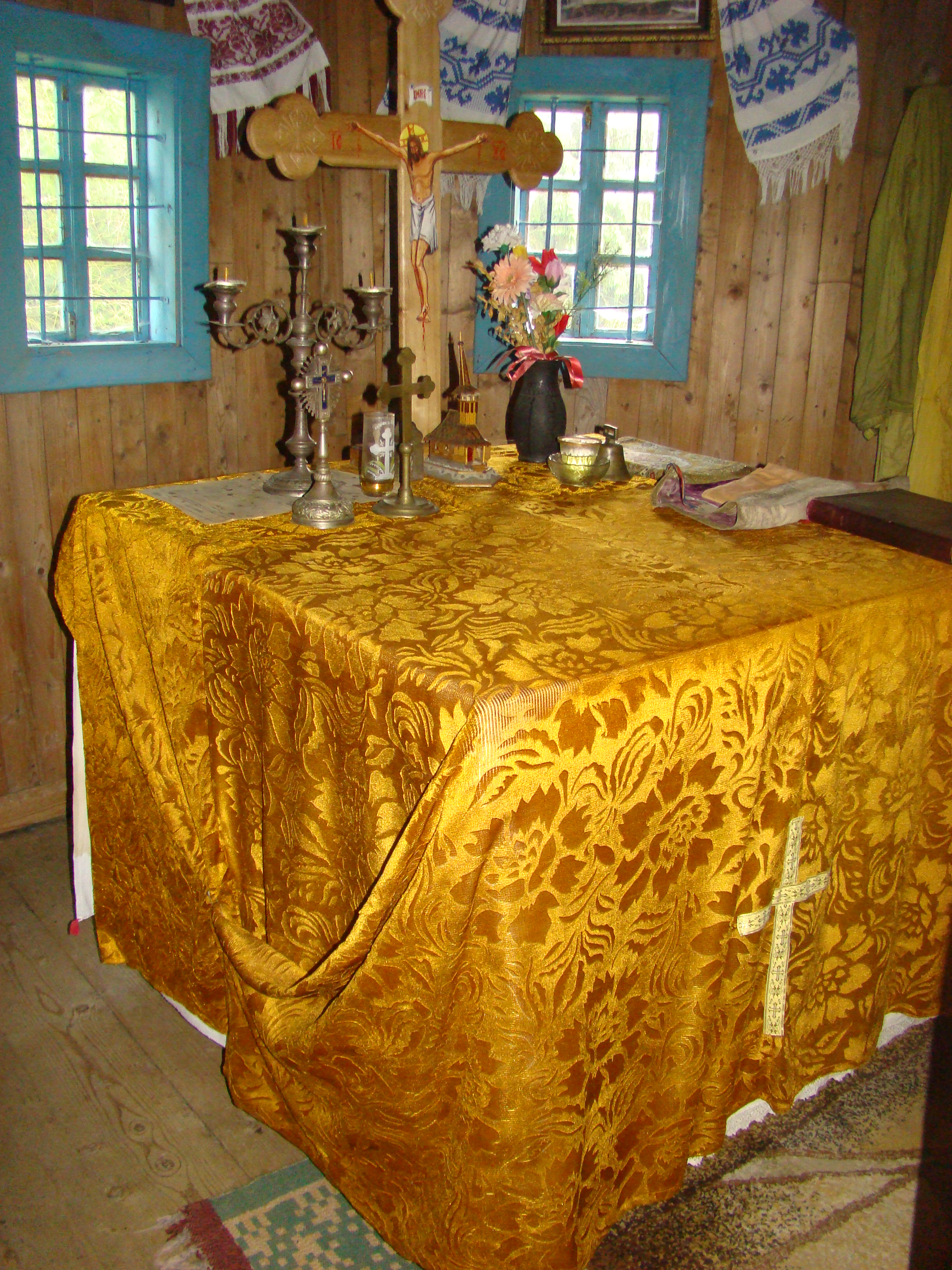
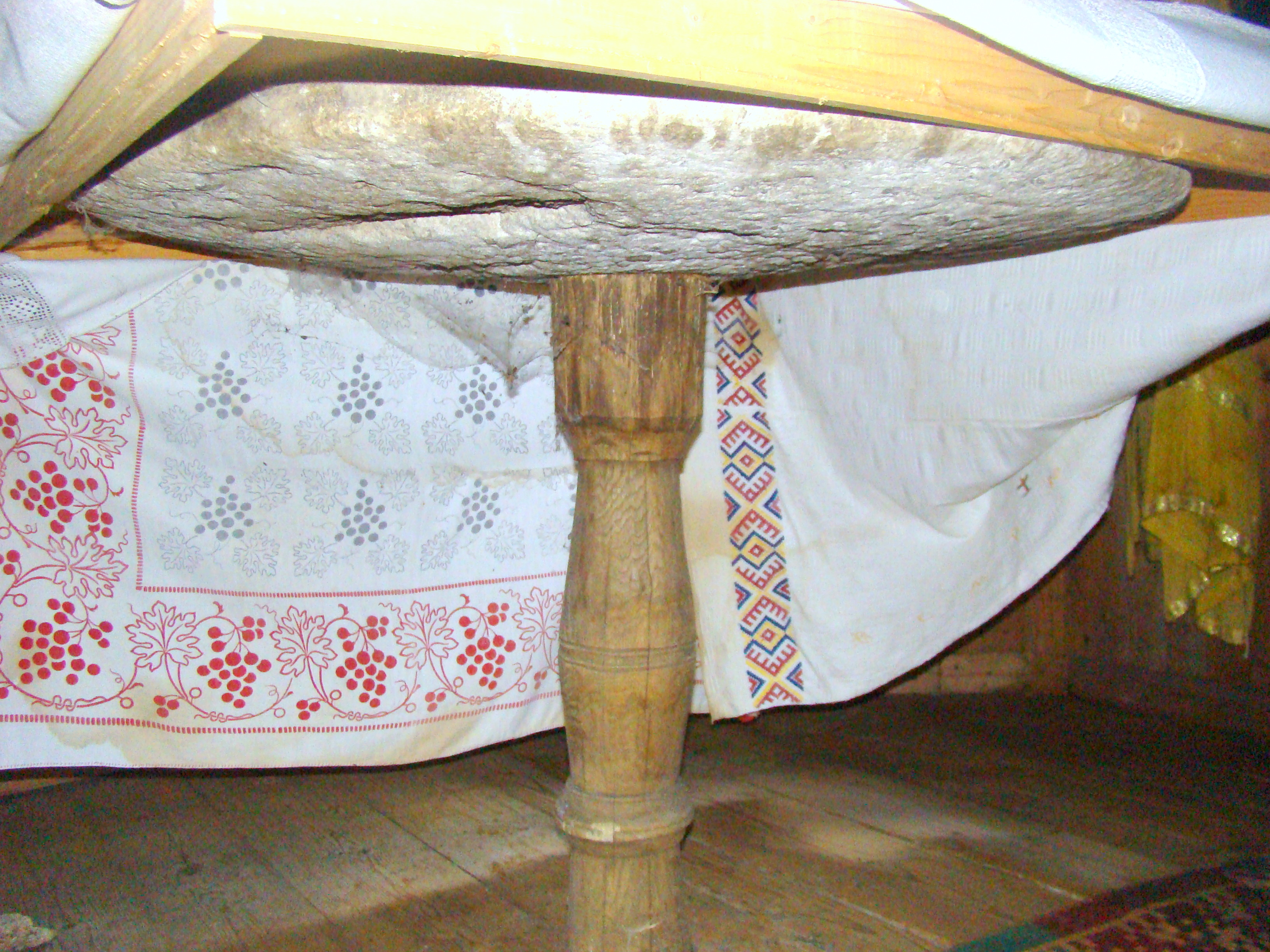
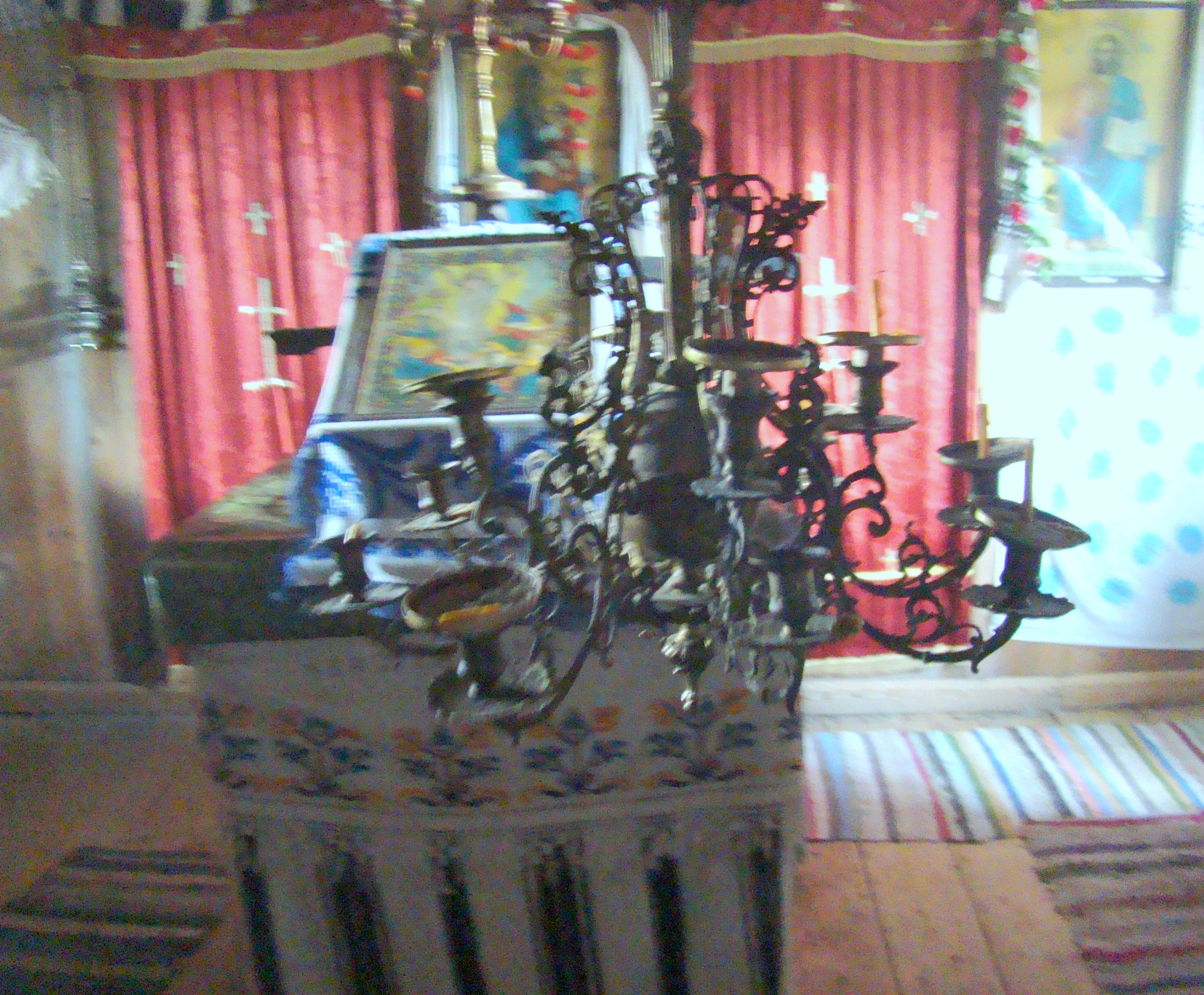
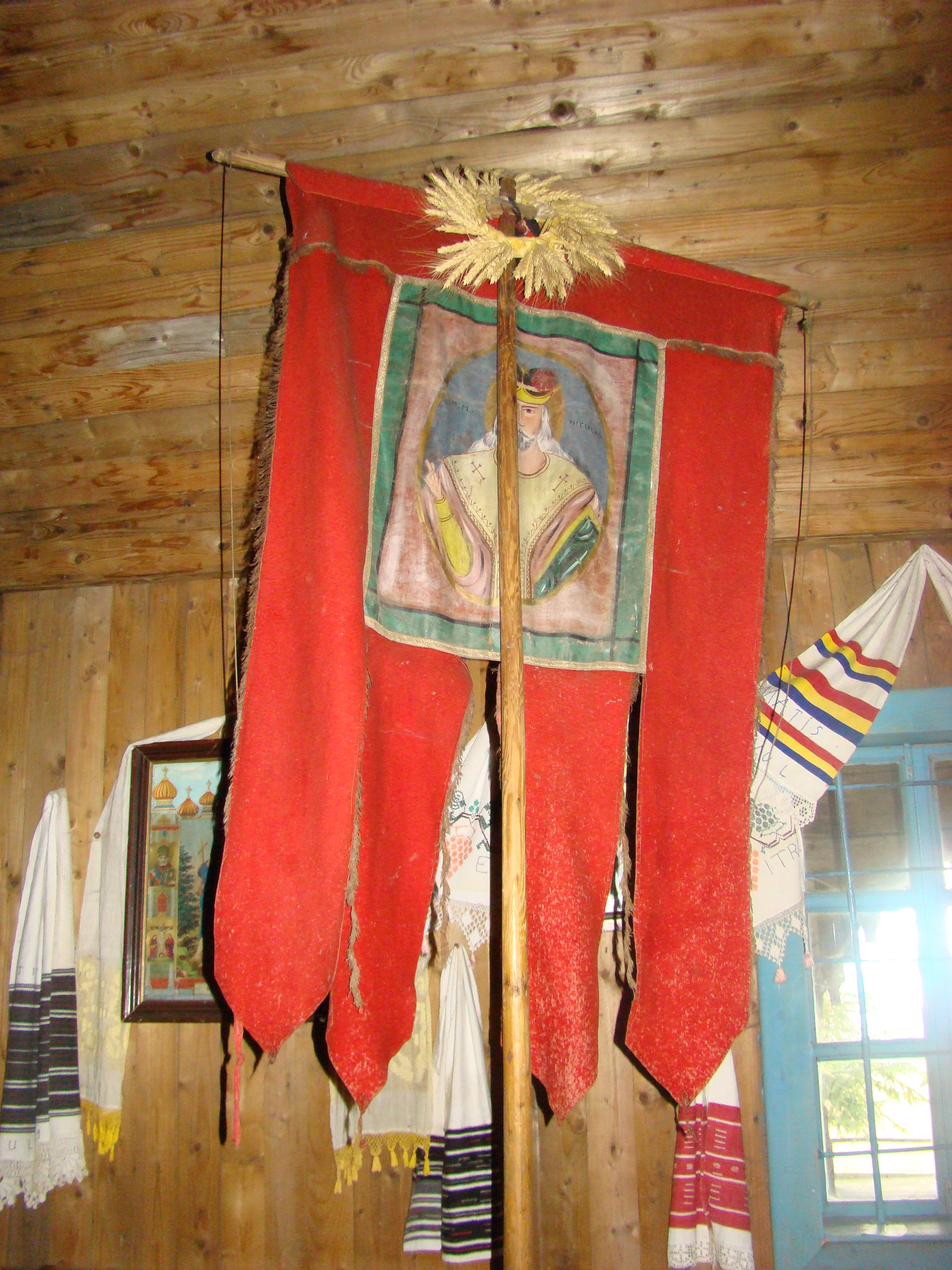
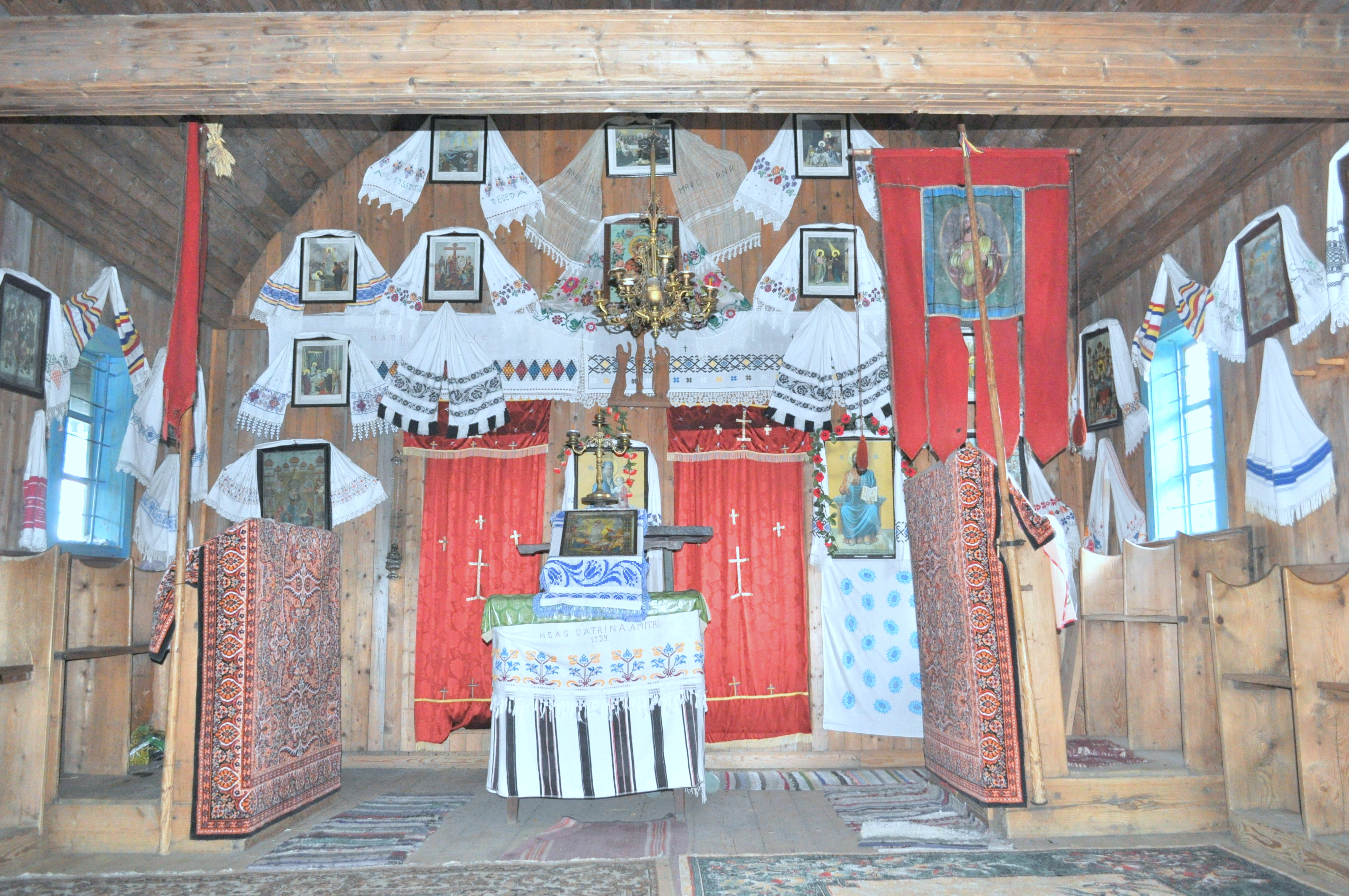
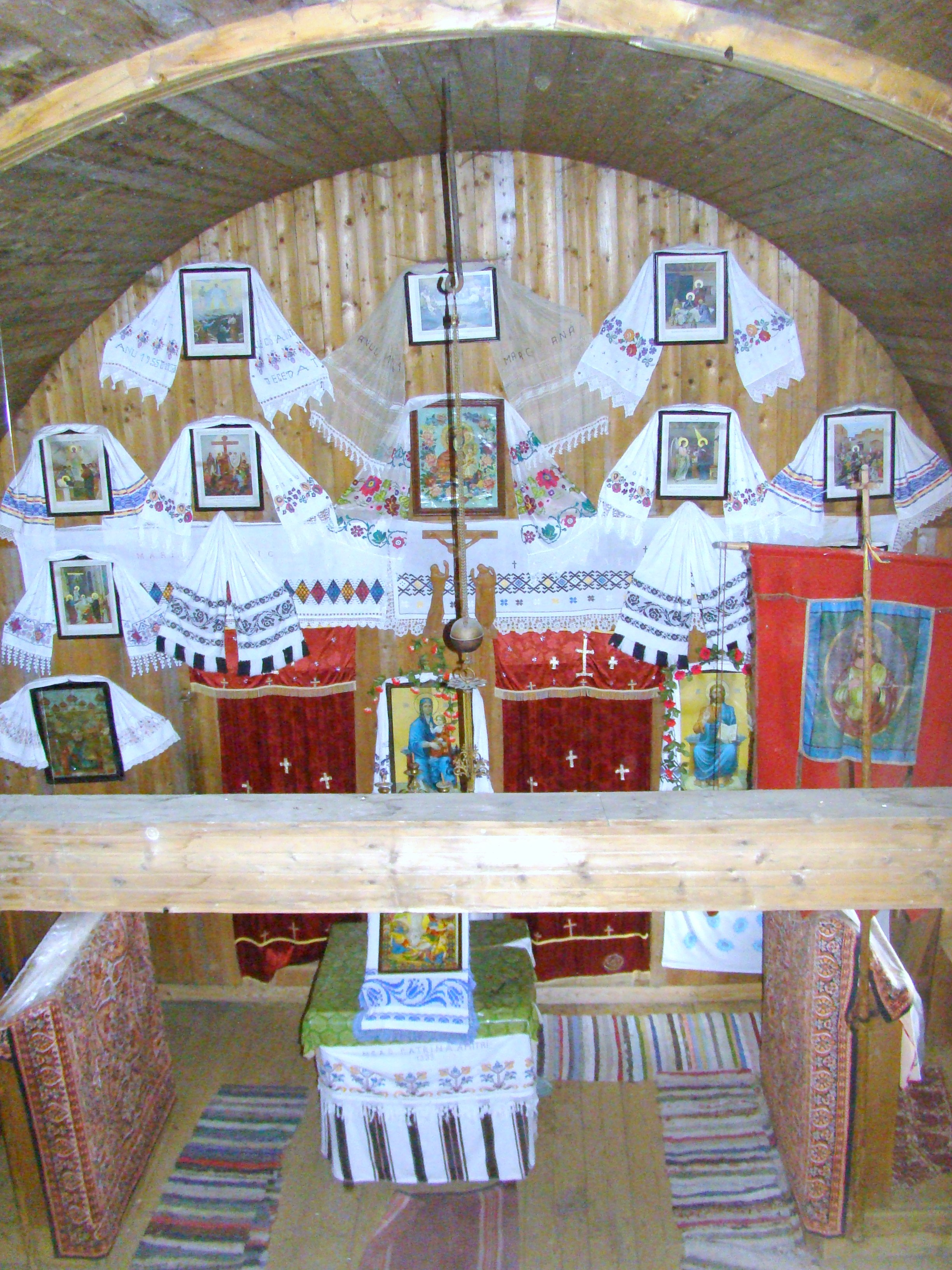